# 韓壽
韓壽（3世紀—約293 ~ 295年之間），字德真，南陽堵陽人。三國時魏司徒韓暨的曾孫，賈謐的父亲，西晉初權臣賈充的女婿，賈南風的妹婿。

## 生平
三國時魏司徒韓暨的曾孫，侍御史韩洪之子。年少風流，風度翩翩，《晉書》説他“美姿貌，善容止。”曾投权臣贾充門下，任司空掾（司空秘書），為其小女賈午所愛慕，在賈午的追求之下，韓壽與之私通。後來賈午以晉武帝賜賈充的外國奇香偷贈韓壽（成語典故「韓壽偷香」，成为男女私会的代名词，其实偷香的是贾午），被賈充發現，得知兩人已私會一段時間，只好“以女妻壽”（《郭子》作韩寿与陈骞女事，但陈氏未嫁先死）。古代稱“相如竊玉、韓壽偷香、張敞畫眉、沈約瘦腰”為風流四事。後蜀歐陽炯《春光好》詞：“雖似安仁擲果，未聞韓壽分香。” 
韓壽後來官至散騎常侍、河南尹，於晉惠帝元康初過世，並獲追贈驃騎將軍。《晉書·后妃傳》記載賈后被殺後，韓壽、賈午等人皆伏誅，其實並不正確，由於當時確實有誅殺韓壽的其他兄弟，后妃傳可能是誤記。

## 家族

### 玄祖父
- 韓術，東漢河東郡太守。

### 高祖父
- 韓純，東漢南郡太守。

### 曾祖父
- 韓暨，曹魏重臣，官至司徒，諡恭侯。

### 祖父輩
- 韓肇，伯祖父，嗣子。
- 韓繇，祖父，曹魏時高陽郡太守。

### 父輩
- 韓邦，字長林，堂伯父。年少時有才學，入仕西晉，後因觸怒晉武帝，被處死。
- 韓洪，字長源，父親。官至侍御史。

### 手足
- 韓保，長兄，鞏令，被趙王倫誅殺。
- 韓鑒，三弟，任吳王友，被趙王倫誅殺。
- 韓預，四弟，車騎長史、散騎侍郎，被趙王倫誅殺。
- 韓蔚，少弟，少有器望，被趙王倫誅殺。

## 子女
韓壽與賈午之間，至少育有二子：
- 長子賈謐。因賈充沒有男嗣，其妻郭槐在他過世後作主讓外孫韓謐過繼給早夭長子賈黎民，成為賈充的繼承人。由日後賈謐與晉惠帝太子司馬遹相繼與王衍的兩個女兒結婚看來，賈謐的年紀可能與司馬遹相仿。
- 次子韓慰祖。由於賈南風僅生四女，沒有兒子，於是曾經假裝懷孕生子，卻又取來妹妹賈午之子慰祖，宣稱是晉武帝喪期內所生，所以沒有公開。以此推算，韓慰祖可能生於武帝過世前後，不久韓壽便也過世了。

此外，《晉書》中也有關於韓壽之女的記載。據《晉書·華廙傳》記載，韓壽生前任河南尹時，曾託賈后代為向華廙求親，希望能將女兒嫁給華廙的孫子華陶，結果遭到拒絕。《晉書·愍懷太子傳》又載，賈后母郭槐曾希望將韓壽之女嫁給太子司馬遹為妃，司馬遹也想娶韓氏以自保，卻遭賈午及賈后反對。這兩段記載中的韓壽之女究竟是同一人或不同二人，已不可考。